# Edmond Gondinet
Edmond Gondinet, né le 7 mars 1828 à Laurière, et mort le 19 novembre 1888 à Neuilly-sur-Seine, est un librettiste et dramaturge français.
Il a fait jouer sur les scènes parisiennes une quarantaine de pièces, collaborant notamment avec Eugène Labiche et Alphonse Daudet. Si certaines pièces ont incontestablement vieilli, d’autres ont conservé leur force comique.

## Biographie
Son père, Jules-Joseph Gondinet, était directeur de l’Administration des Domaines à Limoges, et lui aussi commença sa carrière dans l’administration, ce qui explique sans doute son excellente connaissance du milieu (Le Chef de division, Le Panache). Entré à l’Enregistrement, il a été nommé sous-chef de bureau au ministère des Finances, en 1868. Au bout d’une dizaine d’années comme fonctionnaire, alors qu’il était sous-chef de bureau au ministère des Finances, il donna sa démission pour se consacrer exclusivement au théâtre. Par respect pour son père, il ne donna
sa démission de sous-chef que lorsque le théâtre lui eut assuré une indépendance.
D’une rondeur cordiale, d’une simplicité bon enfant, qui mettait immédiatement à l’aise, Gondinet était devenu l’ami de Montigny, le directeur du Gymnase, qui possédait la plus complète collection d’artistes jeunes et jolies de Paris. Un jour qu’une de ses pièces venait de tomber, il lui demanda à Gondinet : « Faites-moi quelque chose où paraissent toutes les femmes de mon théâtre ». Quinze jours après, celui-ci revint au Gymnase avec les Grandes Demoiselles, un acte qui ne comptait pas moins de douze rôles, échus à Mlles Pierson, Chaumont, Magnier, Judic, etc. Presque inconnu la veille, le nom de Gondinet était célèbre le lendemain et c’est de ce jour que date sa grande réputation. La critique qui, jusque là, s’était montrée maussade pour lui, devint bienveillante à partir de ce moment et n’enregistra plus que des succès : Gavaut, Minard et Cie en 1869 et surtout le Plus Heureux des trois, écrit l’année suivante en collaboration avec Labiche, un des chefs-d’œuvre du théâtre de son époque.
En 1870, bien que dispensé par son âge de servir dans l’armée active, il s’engagea au 6e bataillon de marche, n’accepta aucun grade, et combattit aux premiers rangs de l’armée qui défendait Paris. Après la guerre, plusieurs de ses comédies ayant été représentées avec succès en Allemagne, il refusa d’en toucher les droits. Et sans bruit, sans réclame, grâce au concours de la maréchale de Mac-Mahon, qui fut sa collaboratrice discrète, il fonda avec le produit de ces droits une pension de retraite au profit de deux soldats mutilés pendant la campagne:407.
En 1873 son drame historique, Libres, fut mal accueilli, insuccès dont il s’est rattrapé avec le Chef de Division, le Homard, le Panache, le Dada, les Convictions de Papa, qui ont achevé de désarmer les dernières préventions contre son talent. L’année 1877 a été celle de son plus complet triomphe. Toute l’école naturaliste, Émile Zola en tête, s’est extasiée à la représentation du Club, une minutieuse peinture de mœurs parisiennes. La souplesse de talent lui a permis, à côté des comédies, d’écrire des pièces à caractère, des opéras comiques, etc.
À partir du Panache, représenté en 1895, qui a mis le sceau à sa réputation, sa vie, si douce jusque-là, est devenue peu à peu une sorte de servitude. La collaboration entrée alors dans sa vie, installée dans son bureau, l’assaillant de ses manuscrits à Paris, l’a poursuivi de ses correspondances à la campagne, empruntant toutes les formes propres à le toucher, tantôt se présentant sous l’aspect d’un débutant plein de promesses, tantôt s’insinuant sous l’habit râpé d’un vieil auteur honorable et méconnu. Aussi le Charivari l’a-t-il représenté à cette époque, écrivant avec cent mains cent pièces différentes.
On peut compter ses collaborateurs par ses pièces. Outre Labiche, Raymond Deslandes, Bisson, Hector Malot, plus d’un débutant a vu son nom figurer sur l’affiche à côté du sien. Malgré son infatigable activité d'homme de théâtre, il était un homme discret et effacé. Deux phrases de ses contemporains éclairent le personnage :

« Je ne connais à Gondinet qu’un défaut : il ne sait pas dire non:405. »

— Alphonse Daudet

« J’ai donné à entendre que Gondinet n'avait que des amis. Ce n'est pas exact. Il avait une ennemie terrible : sa bonté. »

— Émile de Najac sur sa tombe
Il semblait embarrassé par la célébrité qui lui avait attiré la longue suite d’œuvres délicates, ingénieuses, fantaisistes qu’il avait produite. Il accomplissait à cette besogne surhumaine non par intérêt car il disposait d’un  patrimoine indépendant ni par ambition, car il fuyait les honneurs, comme un fléau,. Aussi n’était-il vraiment heureux que quand il retournait se cacher dans sa mystérieuse villa d’Athis, où il se faisait passer pour un officier en retraite, où il avait installé un asile pour les animaux en tous genres, et où il recevait néanmoins la foule de gens qui venaient lui demander sa collaboration.
Sa carrière dramatique s’est achevée où avaient eu lieu ses débuts : à la Comédie-Française. La dernière pièce qu’il a écrite pour cette scène : Un Parisien, a soulevé de nombreuses critiques. Beaucoup se sont refusés à prendre Brichanteau pour l’idéal du parfait Parisien, mais la silhouette du domestique Gontran, à la fois naïf et madré, qui connait les manies de son maitre et en profite pour l’exploiter, a mis le public en joie. Souffrant de surmenage, il fut envoyé, deux ans avant sa mort, en Italie. Quelques mois avant sa mort, il avait quitté sa retraite mystérieuse d’Athis, pour s'installer à Neuilly, afin que son médecin pût le
voir plus facilement.

## Hommages
Il avait été élevé au rang de chevalier de la Légion d'honneur par décret du 	14 août 1869. Une voie du 13e arrondissement de Paris a reçu son nom depuis 1899, la rue Edmond-Gondinet. Une rue Gondinet rappelle également son souvenir à Limoges. Adolphe Lalauze a gravé son portrait à l’eau-forte.

## Œuvres
- 1863 : Trop curieux, comédie en un acte, Comédie-Française, 25 juin 1863 (Paris, Calmann-Lévy).
- 1865 : Les Victimes de l'argent, comédie en trois actes, théâtre du Gymnase, 15 juin 1865 (Paris, Calmann-Lévy).
- 1865 : Les Révoltées, comédie en un acte en vers, théâtre du Gymnase, 30 novembre 1865 (Théâtre Complet, III-2).
- 1867 : La Cravate blanche, comédie en un acte en vers libres, théâtre du Gymnase, 23 juillet 1867 (Théâtre Complet, I-3).
- 1868 : Le Comte Jacques, comédie en trois actes, théâtre du Gymnase, 25 janvier 1868 (Paris, Calmann-Lévy).
- 1868 : Les Grandes Demoiselles, comédie en un acte, théâtre du Gymnase, 10 mars 1868 (Théâtre Complet, II-2).
- 1869 : Gavaud, Minard et Cie, comédie en 3 actes, théâtre du Palais-Royal, 17 avril 1869 (Théâtre Complet, I-1).
- 1870 : Le Plus Heureux des trois, comédie en trois actes, en collaboration avec Labiche, théâtre du Palais-Royal, 11 janvier 1870 (Théâtre Complet, III-1).
- 1870 : Fin courant, en collaboration avec Albert Wolff.
- 1871 : Christiane, comédie en quatre actes, Théâtre-Français, 20 décembre 1871 (Théâtre Complet, I-2).
- 1872 : Paris chez lui, comédie en trois actes, Paris, théâtre du Gymnase, 12 mars 1872 (Paris, Calmann-Lévy).
- 1873 : Le Roi l’a dit, opéra comique, Théâtre de l’Opéra-Comique, 24 mai 1873, repris sur le même théâtre, 3 juin 1885, musique de Léo Delibes (Théâtre Complet, V-1).
- 1873 : Panazol, comédie en un acte et en vers, théâtre du Vaudeville, 10 juin 1873 (Paris, Calmann-Lévy).
- 1873 : Le Chef de division, comédie en trois actes, théâtre du Palais-Royal, 15 novembre 1873 (Théâtre Complet, IV-2).
- 1873 : Libres !, drame en cinq actes et huit tableaux, théâtre de la Porte-Saint-Martin, 22 novembre 1873 (Théâtre Complet, V-2).
- 1874 : Gilberte, comédie en quatre actes, théâtre du Gymnase, 19 septembre 1874, avec Raymond Deslandes (Paris, Calmann-Lévy).
- 1874 : Le Homard, vaudeville en un acte, théâtre du Palais-Royal, 2 avril 1874 (Théâtre Complet, IV-1).
- 1875 : Le Panache, satire du fonctionnaire, comédie en trois actes, théâtre du Palais-Royal, 12 octobre 1875 (Théâtre Complet, II-1).
- 1876 : Le Pélican Bleu, comédie en un acte, théâtre des Variétés, 4 février 1876.Cette pièce, qui n’est qu’une réduction du Chef de Division destinée à être jouée en lever de rideau, n’a pas été imprimée.
- 1876 : Le Dada, vaudeville en trois actes, théâtre des Variétés, 18 février 1876, avec pour la musique Jules Costé. Cette pièce n’a pas été imprimée.
- 1877 : Professeur pour dames, comédie en un acte, théâtre des Variétés, 4 avril 1877.N’a pas été imprimée.
- 1877 : Le Tunnel (théâtre), comédie en un acte, théâtre du Palais-Royal, 16 mars 1877 (Théâtre Complet, II-4).
- 1877 : Les Convictions de papa, comédie en un acte, théâtre du Palais-Royal, 13 avril 1877 (Théâtre Complet, III-4).
- 1877 : Le Club, comédie en 3 actes, théâtre du Vaudeville, 22 novembre 1877 en collaboration avec Félix Cohen (Théâtre Complet, III-3).
- 1877 : La Belle Madame Donis, comédie en quatre actes, théâtre du Gymnase, 29 décembre 1877, avec Hector Malot, cette pièce étant tirée d’un roman de cet auteur (Paris, Calmann-Lévy).
- 1878 : Les Vieilles Couches, comédie en trois actes, théâtre du Palais-Royal, 20 mars 1878 (Paris, Calmann-Lévy).
- 1878 : Les Cascades, comédie en un acte, théâtre du Gymnase, 18 novembre 1878 (Paris, Calmann-Lévy).
- 1878 : Tant plus ça change, vaudeville-revue en trois actes, théâtre du Palais-Royal, 28 décembre 1878 (Paris, Calmann-Lévy), avec Pierre Véron.
- 1879 : Le Grand Casimir, vaudeville en trois actes, théâtre des Variétés, 11 janvier 1879, avec Jules Prével et Albert de Saint-Albin pour les paroles, Charles Lecocq pour la musique. Bien que publiée (Calmann-Lévy éditeur), cette pièce ne porte pas la signature d’Edmond Gondinet.
- 1879 : Les Tapageurs, comédie en 3 actes, théâtre du Vaudeville, 19 avril 1879 (Théâtre Complet, V-3).
- 1879 : Jonathan (théâtre)|Jonathan, comédie en trois actes, théâtre du Gymnase, 27 septembre 1879, avec François Oswald et Pierre Giffard (Théâtre Complet, II-3).
- 1880 : Les Voltigeurs de la 32e, opéra-comique en trois actes, Théâtre de la Renaissance, 7 janvier 1880, avec Georges Duval pour les paroles, Robert Planquette pour la musique (Calmann-Lévy éditeur).
- 1880 : Le Nabab, comédie en 5 actes, théâtre du Vaudeville, 30 janvier 1880, avec Alphonse Daudet et Pierre Elzéar.Bien que publiée (Calmann-Lévy éditeur), cette pièce ne porte pas la signature d’Edmond Gondinet.
- 1880 : Jean de Nivelle, opéra-comique en trois actes, Opéra-Comique, 8 mars 1880, avec Philippe Gille pour le livret, Léo Delibes pour la musique (Calmann-Lévy éditeur).
- 1880 : Les Grands Enfants, comédie en 3 actes, théâtre du Vaudeville, 7 octobre 1880 en collaboration avec Paul d'Arlhac (pseudonyme : de Margaliers) (Théâtre Complet, IV-3).
- 1880 : Les Braves Gens, comédie en quatre actes, théâtre du Gymnase, 3 décembre 1880 en collaboration avec Pierre Wolff (Calmann-Lévy éditeur).
- 1881 : L'Alouette, comédie en un acte, Théâtre du Gymnase-Dramatique, 14 février 1881, en collaboration avec Albert Wolff (Théâtre Complet, IV-4).
- 1881 : Un voyage d'agrément, comédie en 3 actes, théâtre du Vaudeville, 3 juin 1881, en collaboration avec Alexandre Bisson (Théâtre Complet, V-1).
- 1881 : Une soirée parisienne, fantaisie en trois actes, théâtre des Variétés, 9 novembre 1881, en collaboration avec Ernest Blum, pièce non imprimée.
- 1882 : Le Volcan, comédie en trois actes, théâtre du Palais-Royal, 25 mars 1882, avec François Oswald et Pierre Giffard, pièce non imprimée.
- 1882 : Tête de linotte, comédie en 3 actes, théâtre du Vaudeville, 11 septembre 1882, en collaboration avec Théodore Barrière (Théâtre Complet, I-4) lire en ligne sur Gallica.
- 1883 : Peau Neuve, comédie en trois actes, théâtre du Palais-Royal, 6 mars 1883, avec Henri Debrit (d), pièce non imprimée.
- 1883 : Lakmé, opéra-comique en trois actes, Opéra-Comique, 14 avril 1883, avec Philippe Gille pour le livret, Léo Delibes pour la musique (Calmann-Lévy éditeur) lire en ligne sur Gallica.
- 1883 : Les Affolés, comédie en quatre actes, théâtre du Vaudeville, 8 octobre 1883 en collaboration avec Pierre Véron. (Calmann-Lévy éditeur).
- 1885 : Mam’zelle Gavroche, opérette en trois actes, théâtre des Variétés, 24 janvier 1885, en collaboration avec Ernest Blum et Albert de Saint-Albin pour les paroles, Florimond Rongé dit Hervé pour la musique, pièce non imprimée.
- 1885 : Clara Soleil, comédie en 3 actes, théâtre du Vaudeville, 6 février 1885, en collaboration avec Pierre Sivrac (Théâtre Complet, VI-2).
- 1885 : Le Baron de Carabasse, comédie en trois actes, théâtre du Palais-Royal, 10 décembre 1885, avec Emile Bergerat, pièce non imprimée.
- 1886 : Le Parisien, comédie en trois actes, Théâtre-Français, 23 janvier 1886 (Théâtre Complet, VI-1).
- 1886 : Viviane, ballet-féerie en cinq actes, Paris à l’Eden-Théâtre, 28 octobre 1886, en collaboration avec Raoul Pugno et A. Clément Lippacher pour la musique. (Éditions Heugel).
- 1887 : Dégommé, comédie en trois actes, théâtre du Gymnase, 30 septembre 1887, pièce non imprimée.

## Théâtre complet en ligne
t. 1 sur Gallica ; t. 2 sur Gallica ; t. 3 sur Gallica ; t. 4 sur Gallica ; t. 5 sur Gallica ; t. 6 sur Gallica.